# The Tok'ra (Zvezdna vrata SG-1)
The Tok'ra je naslov epizode znanstveno-fantastične serije Zvezdna vrata, v kateri ima poveljnica Carterjeva zelo žive sanje, v katerih gleda skozi oči Jolinarja, pripadnika Tok're, uporniških Goa'uldov, ki se je, preden je umrl, za kratek čas naselil v njenem telesu. Kljub umirajočemu očetu se Carterjeva odloči, da bo nadaljevala z misijo zvezdnih vrat in odšla z ekipo na planet, kjer živijo Tok're.
Tok're zavrnejo ponudbo ekipe zveznih vrat za sodelovanje. Razmere še poslabša dejstvo, da nobeden v ekipi noče postati gostitelj za umirajočega Tok'ro, Selmaka. Samantha predlaga, da bi njen umirajoči oče postal gostitelj za Selmaka. Načrt je odličen, saj bi rešil življenje Selmaku in njenemu očetu. Medtem za načrt izvejo tudi Goa'uldi.